# مجلس التنسيق السعودي الكويتي
مجلس التنسيق السعودي-الكويتي هو مجلس تنسيقي يندرج تحت مظلته جميع مجالات التعاون والعمل المشترك بين البلدين. وقعت السعودية والكويت يوم 18 يوليو 2018 على محضر إنشاء المجلس التنسيقي خلال جلسة مباحثات رسمية عقدت في الكويت.

## حجم التبادل التجاري
حجم التبادل التجاري بين السعودي والكويت في عام 2001 كان 506 مليون دولار، وبلغ في عام 2015 إلى 2.2 مليار دولار، بنسبة نمو قدرها 331.5 في المائة.